# Mieste
Mieste este o comună din landul Saxonia-Anhalt, Germania.